# Have a Little Faith (album, Bill Frisell)
Have a Little Faith je čtvrté studiové album amerického kytaristy a skladatele Billa Frisella, vydané v březnu 1992 labelem Elektra Nonesuch. Na desce se spolu s Frisellem představili další hudebníci: Don Byron, Kermit Driscoll, Guy Klucevsek a Joey Baron, kteří společně vytvořili coververze děl americké vážné a populární hudby.

## Recenze
Encyklopedický sborník The Penguin Guide to Jazz vybral album do jím doporučované sbírky Core Collection a označil jej za „báječný příklad americany“.
Kritik Scott Yanow udělil desce na Allmusic pět hvězd z pěti možných a uvedl: „Toto je jedna z nejvíce tvůrčích nahrávek 90. let a měla by potěšit většinu posluchačů napříč žánry“.

## Seznam skladeb
| Have a Little Faith | Have a Little Faith                           | Have a Little Faith         | Have a Little Faith | Have a Little Faith |
| Pořadí              | Název                                         | Autor                       | Dílo / pozn.        | Délka               |
| ------------------- | --------------------------------------------- | --------------------------- | ------------------- | ------------------- |
| 1.                  | The Open Prairie                              | Aaron Copland               | Billy the Kid       | 3:11                |
| 2.                  | Street Scene in a Frontier Town               | Aaron Copland               | Billy the Kid       | 1:45                |
| 3.                  | Mexican Dance and Finale                      | Aaron Copland               | Billy the Kid       | 3:44                |
| 4.                  | Prairie Night (Card Game at Night)/Gun Battle | Aaron Copland               | Billy the Kid       | 5:02                |
| 5.                  | Celebration After Billy's Capture             | Aaron Copland               | Billy the Kid       | 2:17                |
| 6.                  | Billy in Prison                               | Aaron Copland               | Billy the Kid       | 1:33                |
| 7.                  | The Open Prairie Again                        | Aaron Copland               | Billy the Kid       | 2:34                |
| 8.                  | The Saint-Gaudens in Boston Common            | Charles Ives                | 1. úryvek           | 0:41                |
| 9.                  | Just Like a Woman                             | Bob Dylan                   |                     | 4:49                |
| 10.                 | I Can't Be Satisfied                          | McKinley Morganfield        |                     | 3:00                |
| 11.                 | Live to Tell                                  | Patrick Leonard, Madonna    |                     | 10:10               |
| 12.                 | The Saint-Gaudens in Boston Common            |                             | 2. úryvek           | 3:05                |
| 13.                 | No Moe                                        | Sonny Rollins               |                     | 2:37                |
| 14.                 | Washington Post March                         | John Philip Sousa           |                     | 2:05                |
| 15.                 | When I Fall in Love                           | Edward Heyman, Victor Young |                     | 3:26                |
| 16.                 | Little Jenny Dow                              | Stephen Foster              |                     | 3:30                |
| 17.                 | Have a Little Faith in Me                     | John Hiatt                  |                     | 5:39                |
| 18.                 | Billy Boy                                     |                             | tradicionál         | 1:38                |
| Celková délka:      | Celková délka:                                | Celková délka:              | Celková délka:      | 60:46               |

## Obsazení
- Bill Frisell – kytara
- Don Byron – klarinet, basklarinet
- Guy Klucevsek – akordeon
- Kermit Driscoll – basa
- Joey Baron – bubny